# Imperio serbio
El Imperio serbio (en serbio: Srpsko Carstvo; cirílico serbio: Српско Царство) fue un imperio medieval en los Balcanes que surgió del Reino de Serbia. Esteban Uroš IV Dušan («el poderoso») fue coronado emperador de los serbios y los romanos el 16 de abril de 1346, un título que significaba una sucesión al Imperio romano de Oriente (bizantino). Esteban Uroš IV Dušan expandió significativamente el estado, extendiéndose sobre la mitad de la península de los Balcanes, y promovió la iglesia a un patriarcado. El imperio se derrumbó durante el mandato de Esteban Uroš V («el débil»). El Imperio serbio existió desde 1346 hasta 1371, aunque nominalmente hasta 1402.

## Historia
Stefan Uroš IV Dušan

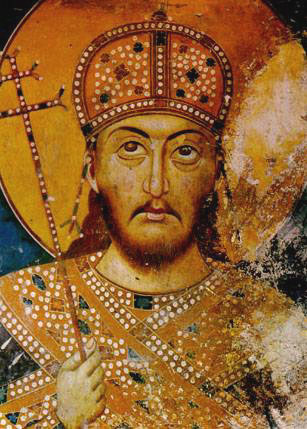
Stefan Uroš IV Dušan Nemanjić, primer emperador de Serbia.

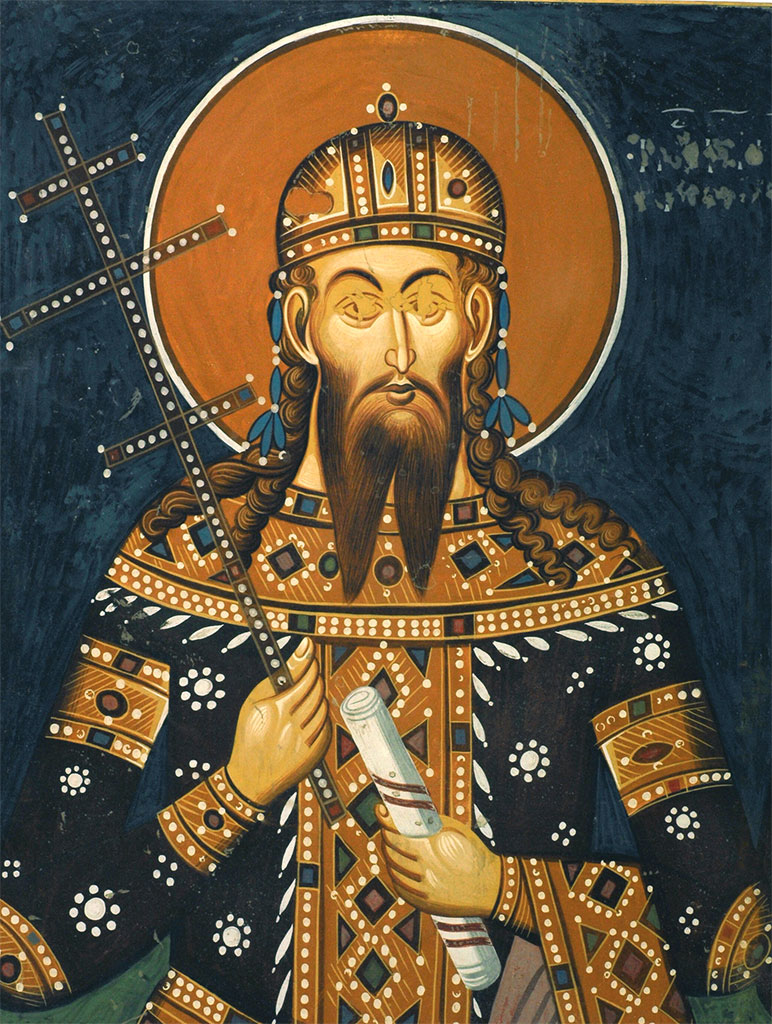
Stefan Uroš V de Serbia, sucesor de Uroš IV Dušan.

Antes de llegar al trono como Zar de Serbia, Stefan Dušan se había mostrado como un gran líder con mucho talento en el campo de batalla, como demostró en la guerra contra el Imperio (Zarato) búlgaro, donde Serbia logró una gran victoria. Como su padre, legítimo candidato al trono, no tenía grandes deseos de poder, Dušan, con la ayuda de la nobleza serbia, lo desposeyó del trono, para convertirse en el primer zar-emperador de Serbia. Este Estado medieval serbio alcanzó su apogeo a mediados del siglo XIV, durante su gobierno, que se proclamó en 1345 en Serres, y fue solemnemente coronado en Skopje el 16 de abril de 1346 como "zar de los serbios y los griegos" por el recién creado Patriarca serbio Joanikie II, con la ayuda del Patriarca búlgaro Simeón y el arzobispo búlgaro de Ohrid, Nicolás.
Stefan Dušan también introdujo el Código Dušanov Zakonik (Dusan, 1349), un logro jurídico único entre los estados europeos de la época. El emperador Dušan abrió nuevas rutas comerciales y fortaleció la economía del estado. El Imperio Serbio floreció  como uno de los países y culturas más evolucionados de Europa. Algunas de las obras de arte más importantes de la Serbia medieval se crearon durante este período, como el Nomocanon de San Sava.
El emperador Stefan Dušan duplicó el tamaño de su antiguo reino, anexionando territorios al sur, sureste y este, a expensas de Bizancio. Más que provocar grandes batallas, Dušan amplió el estado mediante la conquista de ciudades.
Stefan Uroš V
Dušan fue sucedido por su hijo Stefan Uroš V, llamado el débil, un término que podría también aplicarse a la situación del imperio, ya que poco a poco cayó en la anarquía feudal. La combinación de la conquistas súbitas, el caos de la administración, y la falta de consolidación llevó a la fragmentación del imperio. Fue un período marcado por el surgimiento de una nueva amenaza: el Sultanato Turco otomano poco a poco se fue extendiendo desde Asia a Europa, con la conquista de Bizancio primero, y después los demás estados de los Balcanes. Demasiado incompetente para sostener el gran imperio creado por su padre, Uroš no supo repeler los ataques de enemigos extranjeros, ni combatir la independencia de su nobleza. El imperio serbio de Stefan Uroš se fragmentó en un conglomerado de principados, algunos de los cuales ni siquiera reconocieron nominalmente su gobierno. Stefan Uroš V murió sin hijos, en diciembre de 1371, después de que gran parte de la nobleza serbia fuera destruida por los turcos en la batalla de Maritza a principios de año.